# Nykirke Kirke
Nykirke Kirke er en kirkebygning beliggende i landsbyen Nykirke i Angel i Sydslesvig i den nordtyske delstat Slesvig-Holsten. Kirken er sognekirke i Nykirke Sogn.
Kirken er opført i 1622 af hertug Hans den Yngre som et sonoffer, fordi hertugen skal habe ladet flere uskyldige bønder henrette for tyveri. Den er beliggende ved skrænten ud mod Flensborg Fjord. Landbsyen Nykirke fik senere navn efter kirken. Kirkens indre har fladt bjælkeloft Fløjaltertavlen er fra 1623, fremstillende nadveren samt Kristus, Johannes Døberen, Paulus og ni apostle. Prædikestolen i renæssance-stilen er fra 1620, et træskærerarbejde af Nils Taxsen fra Sønderborg. Stolen viser flere scener fra Jesu liv. Korsfæstelsesgruppen er skåret i 1684. Våbenhuset kom til i 1793. Grantidøbefonten er fra 1967. Kirken er fredet.
Kirkesproget i årene før 1864 var blandet dansk-tysk. Nykirke danner et fælles menighed med Kværn, som hører nu under den lutherske nordtyske kirke.